# وليام دود (كاهن)
ويليام دود (29 مايو 1729 - 27 يونيو 1777) كان رجل دين إنجليكانيًا وأديبًا.  عاش حياته في إسراف. تورط في التزوير في محاولة لتصفية ديونه وتم القبض عليه وإدانته. على الرغم من حملة عامة من أجل عفو ملكي، حيث تلقى مساعدة من صموئيل جونسون، إلا أنه تم شنقه بتهمة التزوير.